# Joseph Fickler
Joseph Fickler (né le 6 février 1808 à Constance où il est mort le 26 novembre 1865) est un journaliste et homme politique badois.

## Biographie
Issu d'une famille d'origine tyrolienne, Joseph Fickler débuta une carrière de négociant avant de fonder, en 1830, une publication hebdomadaire d'esprit libéral. À la même époque, il fut nommé directeur de l'entrepôt de Constance et élu président du Comité bourgeois de sa ville natale (1832).
En 1836, il devint le rédacteur en chef des Seeblätter ("Les Feuilles du Lac"), un autre journal de Gauche qui offrit ses colonnes à quelques plumes du mouvement libéral - tel que Karl Mathy - avant de se radicaliser progressivement au cours des années 1840 et de devenir l'organe de l'extrême-gauche démocrate. Fickler se lia d'ailleurs avec des personnalités d'extrême-gauche telles que le jeune hégélien Arnold Ruge ou les radicaux Friedrich Hecker, Gustav Struve ou Karl Blind.
Au début de la révolution de mars 1848, Fickler - dont le journal connaissait alors ses plus forts tirages - fut un des promoteurs du républicanisme. Soupçonné d'être en lien étroit avec des révolutionnaires français ou allemands expatriés, il fut arrêté le 8 avril par Karl Mathy et emprisonné à Carlsruhe. Cette arrestation frappa les esprits, et notamment ceux de démocrates proches de Fickler, tels Friedrich Hecker et Gustav Struve, qui y virent les premiers pas de la réaction ainsi qu'un motif d'insurrection républicaine. Cette dernière, déclenchée quatre jours après l'arrestation du journaliste, fut cependant dispersée dès la fin du mois d'avril et Fickler dut attendre un troisième soulèvement républicain badois, celui du mois de mai 1849, pour être enfin délivré.
Élu au sein du "Comité national" républicain mis en place par l'insurrection (13 mai 1849), il en fut un des membres les plus avisés, luttant à la fois contre le radicalisme démagogique des partisans de Struve et contre la modération du chef du gouvernement provisoire, Lorenz Brentano. Le premier juin, Fickler fut désigné pour entrer au gouvernement. Deux jours plus tard, alors qu'il se trouvait à Stuttgart, au Wurtemberg, pour y trouver des renforts, il fut accusé d'avoir cherché à corrompre la garnison. Arrêté, il fut emprisonné dans la forteresse d'Hohenasperg. Libéré sous caution, il se réfugia en Suisse, en Angleterre puis aux États-Unis où, contrairement à la plupart des autres démocrates allemands en exil, il prit la défense de l'esclavagisme sudiste. Après un décret d'amnistie de 1862 et la défaite des Confédérés en 1865, Fickler rentra en Allemagne, où il mourut peu de temps après.

## Sources
- (de) Cet article est partiellement ou en totalité issu de l’article de Wikipédia en allemand intitulé « Joseph Fickler » (voir la liste des auteurs).
- Pierre Larousse, Grand dictionnaire universel du XIXe siècle, t. 8, Paris, 1872, p. 332.